# Farmsen (stacja metra)
Farmsen – stacja metra hamburskiego na linii U1. Stacja została otwarta 12 września 1918. 

## Położenie
Stacja Farmsen położona jest w części o tej samej nazwie w dzielnicy Farmsen-Berne. Składa się z dwóch ponad 120 metrowych peronów wyspowych z czterema torami. Perony znajdują się nad August-Krogmann-Straße, którą przebiega w pobliżu w pod kątem prostym.